# Colpichthys hubbsi
Colpichthys hubbsi är en fiskart som beskrevs av Crabtree, 1989. Colpichthys hubbsi ingår i släktet Colpichthys och familjen Atherinopsidae. IUCN kategoriserar arten globalt som starkt hotad. Inga underarter finns listade i Catalogue of Life.